# Heesch
Heesch (dialect: His) is een plaats  in de Nederlandse provincie Noord-Brabant, gelegen in de Peelrand. Oorspronkelijk was Heesch een zelfstandige gemeente. Sinds 1 januari 1994 maakt Heesch deel uit van de gemeente Bernheze welke verder bestaat uit de kernen Heeswijk-Dinther, Loosbroek, Nistelrode en Vorstenbosch. In Heesch bevindt zich het gemeentehuis.
Heesch is gelegen ten zuiden van Oss, aan de zuidkant van de A59, tussen 's-Hertogenbosch en Nijmegen.

## Etymologie
De naam "Heesch" is afkomstig van het Oudhoogduits "haisjo", dat "kreupelhout" betekent.

## Geschiedenis
Het gebied waar Heesch ligt was al omstreeks 2000 v.Chr. bewoond (zie ook Vorstengraf (Oss)).
De oudste schriftelijke vermelding van Heesch stamt uit 1191. Hierin wordt melding gemaakt van de tienden van Heesch. Vóór 1298 was er al sprake van een gemeynt en op 18 oktober 1329 gaf Hertog Jan III van Brabant nog een groot complex gemeenschappelijke gronden uit. In 1364 was er sprake van een schepenbank.

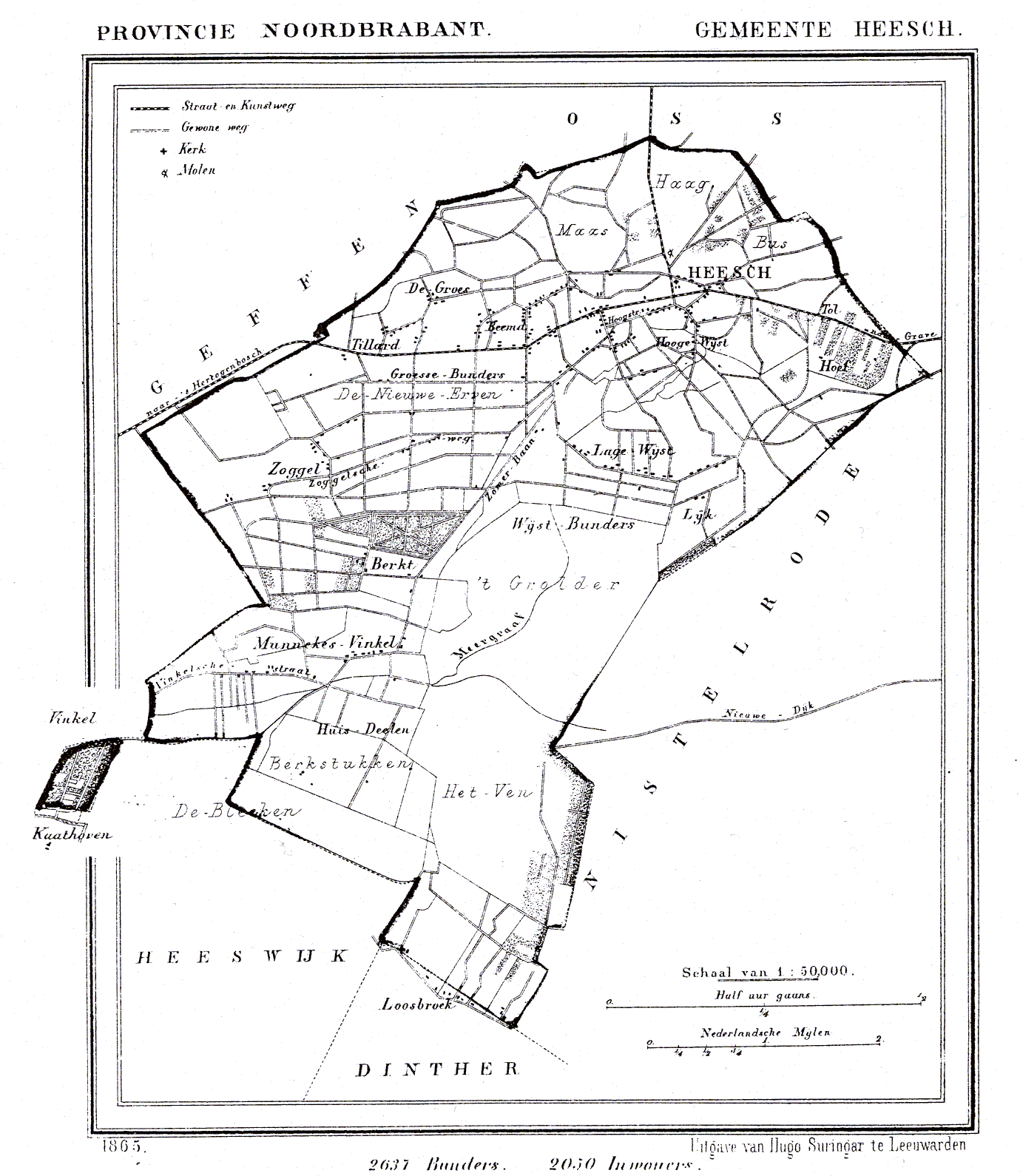
Heesch in 1865

Het land leefde van de landbouw maar de grond was schraal. Rogge, haver en boekweit werden er verbouwd, maar ook was Heesch een pleisterplaats voor postkoetsen die tussen Grave en 's-Hertogenbosch verkeerden, aangezien Heesch halverwege deze twee steden lag. Toen van 1818-1836 een straatweg tussen deze steden werd aangelegd groeide Heesch uit tot een lintdorp langs deze weg. In plaats van uitspanningen voor postkoetsen kwamen er diverse tankstations, die echter verdwenen zijn toen de autosnelweg ten noorden van het dorp werd aangelegd.
De bevolking van Heesch nam toe van bijna 1.300 omstreeks 1800 via 1.919 omstreeks 1850 tot 2.173 in 1900. In 1950 waren dit er 4.052 en in 2000 waren het er 11.929. Op 1 januari 2023 telde de plaats 14.165 inwoners, waarmee het de grootste woonkern in de gemeente Bernheze is. Heesch is verstedelijkt omdat het overloop vanuit de nabijgelegen stad Oss kent.
Heesch werd omstreeks het midden van de 13e eeuw een zelfstandige parochie. Vanaf de 15e eeuw is de Sint-Petrus'-Bandenkerk bekend. Deze lag op de hoek van de huidige Osseweg en Goorstraat. Het gebouw stamde wellicht uit 1400 en de toren bevatte nog Romaanse elementen. Na 1648 werd het een hervormde kerk en de katholieken bouwden na 1672 een aan de Heilige Dionysus gewijde schuurkerk in de buurtschap Heelwijk, ten zuiden van het dorp. De kerk werd in 1798 teruggegeven maar pas in 1811 weer door de katholieken in gebruik genomen. De kerk lag echter excentrisch en werd ook te klein. In 1868 werd de oude kerk afgebroken.
In hetzelfde jaar werd, op een andere plaats, een neogotische kerk gebouwd door Carl Weber. De kerk werd verfraaid met glas-in-loodramen en 6 klokken die in 1943 door de bezetter werden gestolen. Tijdens de Bevrijding in 1944 werd de kerk beschadigd en ze werd vervolgens gerestaureerd. Op 30 juni 1961 brak brand uit tijdens de reparatiewerkzaamheden in de toren, terwijl er een kerkdienst bezig was. De spits en het kerkdak werden daarbij verwoest. Ook het Verschueren-orgel uit 1937 ging verloren. Blussen was niet goed mogelijk, aangezien de brandspuit niet zo hoog kon reiken. Men besloot niet tot herstel over te gaan en in 1962 werd de toren met dynamiet opgeblazen waarbij de kerkklokken nog eenmaal luidden. Men bouwde een nieuwe Petruskerk die in 1968 werd ingewijd en een gebouw was van moderne architectuur. Hierin werd in 1969 een klein orgel geplaatst dat geleverd werd door de firma Pels.
Ondertussen werd een nieuwe parochie opgericht omdat de plaats sterk was gegroeid. In 1968 werd de Emmauskerk in de nieuwe wijk Heelwijk ingezegend. Deze kerk is in 1995 gesloten en gesloopt, omdat beide parochies weer zijn samengevoegd tot de Petrus Emmausparochie die de moderne Petruskerk, nu Petrus-Emmauskerk geheten, gebruikt.

## Bezienswaardigheden
In het centrum van Heesch is een plein, 't Dorp geheten, waar zich een mooie fontein bevindt en diverse restaurants en terrassen te vinden zijn.
- Het Oude Raadhuis met karakteristieke trap, uit 1938, ligt aan 't Dorp. Het bouwwerk van de architect Alexander Kropholler is in 2007 weer in gebruik genomen als kantoor, trouwlocatie en horecagelegendheid.
- De Petrus-Emmauskerk, een moderne kerk met losstaande toren, uit 1968. Architect was Cees Geenen.
- De Emmauskerk was een modern kerkgebouw, gesloopt in 1995
- Het jachtslot "De Berkt" aan de Kasteellaan wordt in Heesch en omgeving 'het Kasteeltje' genoemd. Vermoedelijk werd het slot gebouwd in 1754. Aanwijzingen hiervoor zijn te vinden op de klok, die nu weer in de toren hangt. Vermoedelijk is het huis van oorsprong nog ouder, met een souterrain uit het einde van de 16e eeuw. In 1981 werd het jachthuis grondig gerestaureerd en de klok werd weer teruggehangen, nadat deze in 1900 uit het jachtslot was verwijderd. Het huis is een rijksmonument.

## Musea
- De sterrenwacht "Halley" is toegankelijk voor iedereen die belangstelling heeft voor sterrenkunde. Er worden kijkavonden, lezingen, rondleidingen, cursussen en tentoonstellingen georganiseerd.
- In het Poppenhuismuseum waren Hollandse, Engelse en Duitse poppenhuizen te vinden, alsmede interieurs uit de Jugendstil-, Biedermeier- en Queen Anne-periode. Op 30 maart 2009 werd dit museum gesloten. Een nieuw museum werd geopend op de bovenverdieping van het Creatief Centrum. Dit is het Memory Making Museum, waar allerlei zaken met betrekking tot het vastleggen van herinneringen zijn te vinden. Echter in 2017 is het Creatief Centrum gesloten. De gebouwen op het terrein zijn gesloopt en er worden anno 2018 huizen gebouwd op het terrein. Het Poppenhuismuseum bestaat niet meer. Deze is omstreeks 2016-2017 opgeheven en het gebouw is gesloopt.
- Daarnaast is er het heemkundemuseum, aan de Schoonstraat, waar veel oude landbouw- en gebruiksvoorwerpen zijn tentoongesteld.

## Natuur en landschap
- Ten zuiden van Heesch in de richting van Vinkel verloopt de Peelrandbreuk. In het verleden hebben zich hier wijstverschijnselen voorgedaan, waarnaar de veldnamen Wijstbunders, Lage Wijst en Wijststraat nog herinneren. Van wijstverschijnselen is hier geen sprake meer.
- Het natuurgebied De Hooge Vorssel ligt ten zuidoosten van Heesch. Hier bevindt zich een arboretum, het "bomenpark" genaamd, en verderop is een bosgebied dat deel uitmaakt van het Landschapspark Maashorst.

Ten noorden van Heesch bevindt zich een gebied met kleinschalige bossen en akkers, dat echter door een autosnelweg afgesneden is van het dorp.
Ten zuidwesten van Heesch ligt een landbouwgebied. Hier loopt ook de Grote Wetering.

## Onderwijs
- Samenwerkingsschool Eikenwijs
- RKBS Emmaus
- RKBS De Kiem
- Het Hooghuis locatie Heesch

## Bedrijvigheid
- Winkelcentrum concentreert zich rond 't Dorp en de Schoonstraat; diverse winkels waaronder vier supermarkten
- Bedrijventerrein Cereslaan, aan de westkant van het dorp, rond Cereslaan en Bosschebaan
- Bedrijventerrein De Beemd, aan de zuidwestkant van het dorp tussen de Vinkelsestraat en de Kruishoekstraat
- Diverse bedrijven rond kruising Osseweg/Graafsebaan

## Carnaval
Tijdens de carnavalsperiode heet Heesch: Krullendonk. In Heesch was van oudsher varkenshouderij aanwezig, daardoor is deze naam ontstaan (een verwijzing naar de gekrulde staarten van varkens). De historie van het georganiseerde carnaval gaat ten minste terug tot 1964; in 2008 werd het 44-jarig bestaan van Krullendonk gevierd. De carnavalstraditie staat in het teken van varkens. Zo heet de prins van Krullendonk Porcus (Latijns woord voor varken) en de jeugdprins heet "Porcellus". Jaarlijks is er een uitgave van de "Krulkrant" en er wordt voor de jongste jeugd een Biggenbal georganiseerd. Ook de onderscheidingen verwijzen naar varkens: zo kent Krullendonk de onderscheiding "Ridder van d'n Houteren Trog". Krullendonk heeft jaarlijks een kinderoptocht op carnavalszaterdag en een grote optocht op carnavalszondag. Naast evenementen in de traditionele carnavalstijd heeft Krullendonk van 2008 tot 2011 ook een zomercarnaval gekend, dit werd weer afgeschaft omdat er niet voldoende animo voor was. De activiteiten met betrekking tot het Krullendonkse carnaval worden georganiseerd door de Stichting Carnavalsviering Heesch.

## Sport
Sportclubs van Heesch zijn:
- De Broekhoek (tennis)
- De Hoef (tennis)
- Dynamico - sinds 2020, voorheen DOS '80 (handbal)
- Heesche Badminton Vereniging (badminton)
- HGC (turnen)
- Hisola (volleybal)
- HVCH (voetbal)
- MHCH (hockey)
- Slamdunk '97 (basketbal)
- Toerwielerclub De Voorsprong (wielersport)
- DOS '71 (Biljartvereniging bij "Herberg D'n Bekker")
- WHTG (volleybal)

Verder zijn er twee sporthallen: Lindershof en 't Vijfeiken.
Heesch bevat sinds 1967 ook een eigen openlucht zwembad (zwembad 't Kuipke) welke is opgericht door Heeschenaren. 

## Muziek
- Fanfare "Aurora" (1906)
- Hofkapel de Dors(t)vlegels (1947)
- Blue Band
- Krulkapel (1990)
- Jeugd-Hofkapel 'De Vlegels' (2010)
- Popkoor NOIZ (2009)

## Geboren in Heesch
- Albertus Nicolaas Fleskens (1874-1965), politicus
- Hans van der Pas (24 maart 1964), politicus
- Loek van Wely (7 oktober 1972), schaker en politicus
- Anne-Marie Spierings (28 september 1976), politica
- Kristel van Eijk (12 november 1982), radio-dj en actrice
- Kirsten van de Ven (11 mei 1985), voetbalster
- Raymon van der Biezen (14 januari 1987), BMX'er
- Glenn Coldenhoff (13 februari 1991), motorcrosser
- Dave van der Burg (10 juli 1993), BMX'er
- Vincent Janssen (15 juni 1994), voetballer
- Lobke Loonen (14 september 2002), voetbalster

## Woonachtig te Heesch
- Mental Theo (14 februari 1965), DJ
- Ruud van Nistelrooij (1 juli 1976), voetballer
- Raymon van der Biezen (14 januari 1987), BMX'er
- Gino Vos (6 juli 1990), darter

## Nabijgelegen kernen
Oss, Geffen, Vinkel, Nistelrode, Loosbroek